# Битка код Заме
Битка код Заме  била је коначна и одлучујућа битка Другог пунског рата, а одиграла се око 19. октобра 202. п. н. е.. Римску армију је предводио Публије Корнелије Сципион Африканац, а картагињанску Ханибал. Картагина је поражена у тој бици и молила је за мир. Том битком се завршава Други пунски рат, а Картагини се намеће плаћање ратне одштете и забрањује се да има војску без дозволе Рима.

## Увод
Ханибал је извршио инвазију, а великим победама у биткама код Тицина, Требије, Тразименског језера и Кане понизио је римску војску. У бици код Кане уништио је целу једну армију. Те победе користио је не би ли добио савезнике у Италији. Одзив је био слаб. Користио је политику спржене земље, али није успевао да добије појачање потребно за коначну победу. У бици код Метаура страдао му је брат Хаздрубал Барка, који је дошао преко Алпа као дуго чекано појачање.
Публије Корнелије Сципион Африканац пресељава битке у Шпанију и ту побеђује и претвара Шпанију у римску провинцију. Затим Сципион предлаже да се рат пресели у Африку, близу саме Картагине. После Сципионове победе у бици код Багбрада, Ханибал је позван из Италије да дође да одбрани саму Картагину.
Нумидија, стално под контролом Картагине, даје војску Риму, да би се ослободила картагињанске власти. Ханибал скупља шаролику недовољно спремну и на брзину скупљену армију од локалних грађана и ветерана из Италије. С друге стране суочава се с најбољим делом римске армије.

## Снаге пред битку
За разлику од других битака Другог пунског рата Римљани овај пут имају више коњице од Ханибала, захваљујући Нумиђанима, који су пребегли Риму. Нумиђани су дотад били главни коњаници Ханибалове војске. Ханибалова коњица је овога пута била неискусна, док су римску представљали искусни Нумиђани.
Римљани су имали 34.000 војника пешадије, 2.700 римских коњаника и 6.000 нумибијских коњаника.
Ханибал је имао 50.000 војника пешадије и 4.000 коњаника и 80 слонова.

## Почетни распоред
Ханибал поставља своју неискусну коњицу на крила. Иза слонова поставља трупе у три линије фаланги. Прва линија састојала се од пешадије Гала, Лигураца и Балеријана. У другу линију поставља скупљене Картагињане и Либијце, а своје ветеране поставља у трећу линију. Ханибал намерно поставља трећу линију као резерву да спречи Сципиона да окружи Ханибалове линије, као у бици код Илипа. Ханибал се надао да ће комбинација ратних слонова и дубине прве две линије ослабити и дезорганизовати римски напад, а да ће он остварити победу помоћу резервне треће линије. Иако је то Ханибал добро замислио победа му се није осмехнула.

## Битка
Супериорнија и бројнија римска и нумиђанска коњица су брзо помели картагињанску коњицу и отерали их са бојног поља. Ханибал остаје у бици без коњице. Ханибалове прве две линије нису биле спремне да се носе са добро обученим римским војницима и биле су избачене из битке.
Годинама се Ханибал борио и побеђивао у Италији са искусном армијом, а сада се суочавао са најбољим делом римске армије. Против ње је водио војску скупљену на брзину.
Осим тога Публије Корнелије Сципион Африканац је нашао и начин да се реши ханибалових слонова. Ханибал је пре изгубио готово све слонове у Италији, али набавио је нове у Африци. Сципион је знао да слонови наступају само према напред правом линијом. Због тога своју војску распоређује тако да се могу отворити пролази, којима ће проћи слонови, а да не учине никакву штету трупама. Кад би слонови прошли били би избодени.
Када су се Римљани суочили са Ханибаловом трећом линијом, уследила је крвава битка, у којој ниједна страна није остваривала победу. Једно време је чак Ханибал био на рубу победе. Али Публије Корнелије Сципион Африканац је успио сакупити своје људе и коњицу након гањања картагињанске коњице. Римска коњица се враћа таман на време да зада одлучујући ударац одотрага Ханибаловим ветеранима. Напад коњицом са леђа, а римским војницима спреда разара картагињанску формацију. Ханибал је претрпио тежак пораз.
Ханибал се није могао супротставити добро обученим римским војницима користећи се трупама скупљеним збрда здола. Око 20.000 ханибалових војника је убијено, а 15.000 је заробљено у бици код Заме. Римљани су имали само 1.500 мртвих и 4.000 рањених.

## Последице
После пораза код Заме картагињански сенат моли мир. Овај пут Картагини се намећу врло тешки услови мира, који укључују плаћање ратне одштете.
- Шпанија више не припада Картагини
- наметнута је ратна одштета у износу од 10.000 талената
- морнарица је ограничена на 10 бродова
- забрањено је да има или регрутује војску без римске дозволе